# Arcticomyces warmingii
Arcticomyces warmingii är en svampart som först beskrevs av Emil Rostrup, och fick sitt nu gällande namn av Savile 1959. Arcticomyces warmingii ingår i släktet Arcticomyces och familjen Exobasidiaceae.  Arten är reproducerande i Sverige. Inga underarter finns listade i Catalogue of Life.